# Magnus von Keil
Magnus Stefan Walter von Keil (* 3. November 1980 in Bad Wildungen) ist ein deutscher Moderator, Journalist, Autor und DJ. 

## Leben und Karriere
Magnus von Keil legte 1999 das Abitur ab. Seine Radiokarriere begann 2008 mit ersten selbstproduzierten Beiträgen im Bereich Radio-Comedy für Sender wie Radio Eins, YOU FM und 1 Live. 
Seit 2012 arbeitet von Keil als freier redaktioneller Mitarbeiter bei Radio Eins und moderiert dort unter anderem die radioeins Radio Show, die 2017 mit dem Deutschen Radiopreis als Beste Sendung ausgezeichnet wurde. Seit 2020 präsentiert er dort die Rubrik „Videospiel der Woche“, in der er aktuelle Titel aus der Welt der Videospiele vorstellt und bewertet. 
Seit 2023 ist er regelmäßig als Games-Experte im SAT.1-Frühstücksfernsehen zu sehen. 
Neben seiner journalistischen Arbeit ist von Keil auch als DJ aktiv: Seit 1999 legt er ausschließlich Musik aus den 1980er-Jahren von Original-Schallplatten auf. 